# 黑星環蛺蝶
黑星環蛺蝶（學名：Neptis pryeri），又名 星三線蝶、鏈環蛺蝶、星點三線蝶、星點三線蛺蝶。

## 描述

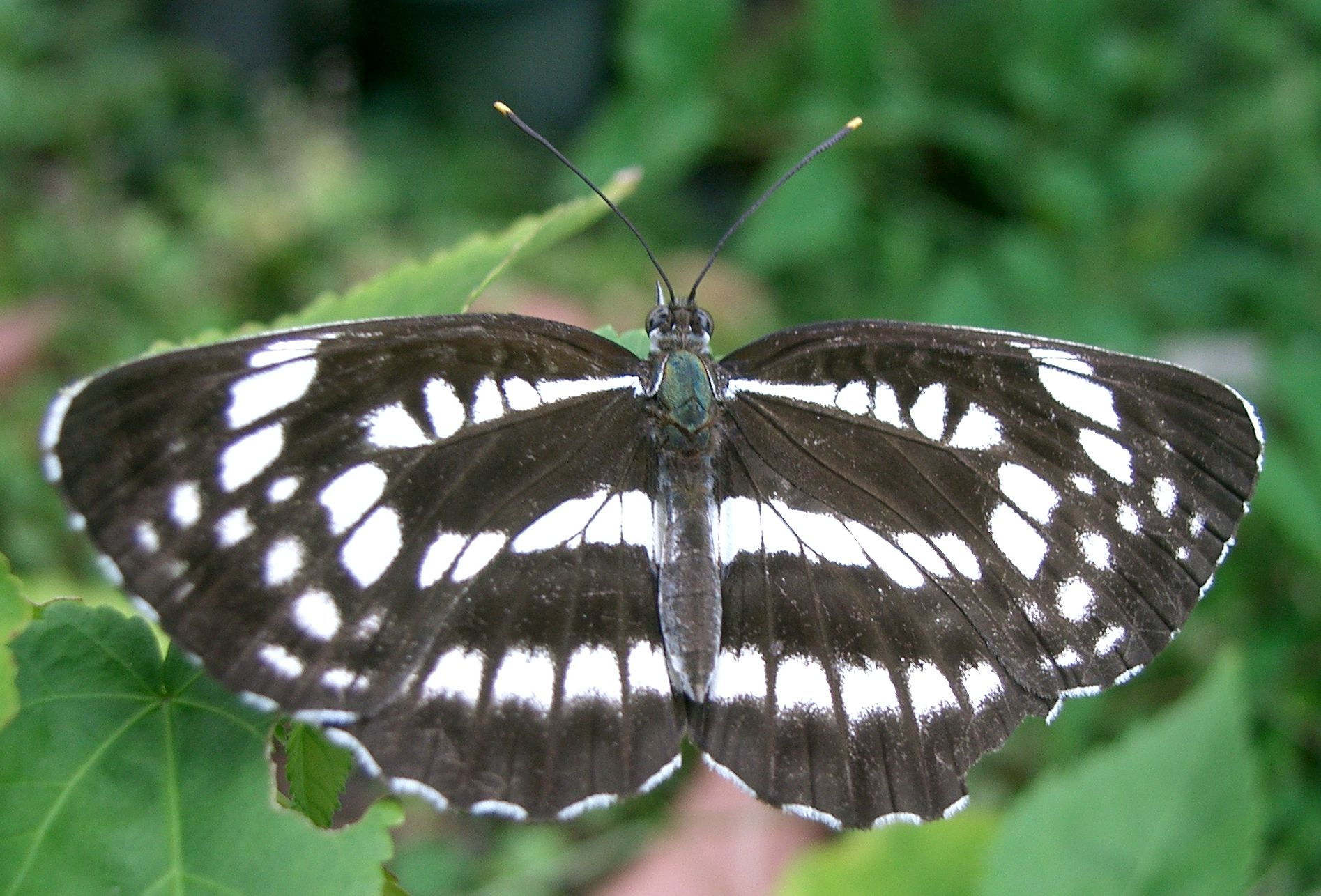
N. p. pryeri, 日本大阪府

本種為中型蛺蝶，略具雌雄二型性。雄蝶頭部黑褐，口器褐色，下唇鬚白色夾雜黑褐，觸角稍膨大、端部裸露。胸背褐色具金屬光澤，腹面白色。足為白色，末端帶褐；前足跗節癒合呈針狀並被毛。腹部背褐、腹白。
前翅長25-29 mm，外型寬大近三角形，後翅圓扇形略呈鋸齒狀。翅背面底色黑褐，具鮮明白色斑紋。前翅中室有五白斑構成破碎橫帶，中央及亞外緣各具白斑列，呈之字形排列；後翅有兩條白帶，內帶連續略呈弧形，外帶由白斑組成。翅腹面底色紅褐，白斑位置與背面相似但更明顯，後翅基部有白紋與黑點。前、後翅亞外緣具白色斷線紋，翅基區散布黑色碎斑。雄蝶後翅背面前緣具灰色性標。緣毛黑白相間。
雌蝶外觀與雄蝶相似，但無性標，前足跗節分節、有爪且無毛。

## 分佈
分布於朝鮮半島、華北至華東及臺灣。臺灣分布於本島低至中海拔地區。

## 棲地
棲息於常綠闊葉林，一年可多代，成蝶全年可見，喜吸食腐物與水分；幼蟲以薔薇科笑靨花葉片為食，並以早齡幼蟲越冬。